# Pipile
Pipile is een geslacht van vogels uit de familie sjakohoenders en hokko's (Cracidae).

## Soorten
Het geslacht kent de volgende soorten:
- Pipile cujubi  – Roodkeelgoean
- Pipile cumanensis  – Blauwkeelgoean
- Pipile grayi  – Witkeelgoean
- Pipile jacutinga  – Zwartmaskergoean
- Pipile pipile  – Trinidadblauwkeelgoean